# Rick Nash
Rick Nash (Brampton, Ontario, 16. lipnja 1984.) kanadski je profesionalni hokejaš na ledu. Lijevoruki je napadač koji igra na poziciji desnog krila, a danas je kapetan National Hockey League (NHL) momčadi Columbus Blue Jackets.

## National Hockey League

### Columbus Blue Jackets (2002. – 2005.)
Nasha su Blue Jacketsi 2001. godine izabrali kao prvi izbor drafta. 11. listopada 2002. Columbus je zabilježio pobjedu u prvoj utakmici protiv Chicaga i Nash je postigao gol u svojoj prvoj NHL utakmici. Na kraju sezone St. Louisov Barret Jackman odnio je nagradu ispred Nasha za novaka godine. U sezoni 2003./04. Nash je postigao 41 pogodak i uz Iginlu iz Calgaryja i Kovaljčuka iz Atlante podijelio naslov Maurice Richard za najboljeg strijelca lige. Lockout sezonu (2004./05.) Nash je proveo u švicarskom Davosu. 

### Columbus Blue Jackets (2005.- danas)
U ljeto 2005. Nash je postao slobodan igrač, ali odolio je brojnim bogatim ponudama i produžio ugovor s Columbus Blue Jacketsima na još pet sezona. Nash je za pet godina u Columbusu dobio 27 milijuna dolara. U siječnju 2007. Nash je biran u momčad Zapada na NHL All-Star susretu koji se održao u Dallasu. Imao je vrlo zapaženu ulogu postigavši dva gola i upisavši dvije asistencije. U siječnju 2008. za All Star utakmicu u Atlanti ponovno je izabran u momčad Zapada. U 12 sekundi utakmice Nash dovodi Zapad u vodstvo najbržim pogotkom u povijesti All Star utakmica. a do kraja utakmice upotpunio svoj hat-trick jer je postigao još dva pogotka.
U sezoni 2008./09. Nash je s 79 bodova (40 golova, 39 asistencija) u 78 utakmica odveo Columbus do prvog doigravanja u 8 godina povijesti kluba. To je ujedno bila njega prva puna sezona u kojoj je vodio momčad kao kapetan kluba. U siječnju 2009. izabran je ponovo na All-Star utakmicu u Montrealu i jednom se upisao na listu strijelaca. Odmah nakon All-Stara protiv Detroita imao je sjajnu večer i upisao hat-trick, a dva mjeseca kasnije svojim hat-trickom 8. ožujka 2009. ponovo protiv Detroita (2:8) sudjelovao u postavljanju dva rekorda Blue Jacketsa - bila im je to najuvjerljivija pobjeda u kratkoj klupskoj povijesti, te najveći broj pogodaka koji su postigli u jednoj utakmici.
4. srpnja 2009. dogovorio je novo produženje ugovora s Blue Jacketsima na još 8 godina, vrijedno 62,4 milijuna dolara. U prvoj sezoni (2009./10.) ugovora zaradio je 7 milijuna dolara.

## Kanadska reprezentacija
Nash je izabran u sastav Kanade za SP u Austriji 2005. godine, a svoj prvi gol za reprezentaciju postigao je Latviji. Kanadu je odveo do srebrne medalje i uz J. Thorntona bio biran u All-Star momčad Svjetskog prvenstva. Uvršten je na popis Kanade za Olimpijske igre u Torinu 2006., ali u Torinu je imao nezapažen učinak jer se tek oporavio od ozljede, dok je Kanada doživjela debakl, i svoj nastup okrunila 7. mjestom. 
Na SP u Rusiji 2007. Kanada je osvojila naslov svjetskog prvaka, pobijedivši u finalu Finsku 4:2 (2:0, 1:0, 1:2), dok je Nash uzeo nagradu za najboljeg igrača prvenstva. Nash je sudjelovao i na SP u Halifaxu i Quebecu 2008., gdje je Kanada kao domaćin branila naslov prvaka, ali u finalu Rusi su bili bolji. Nash je u produžetaku dobio dvije minute isključenja nakon što je izbacio pločicu u gledalište iz svoje trećine, a Rusi su iskoristili igrača više i pogotkom Kovaljčuka uzeli zlato. Nash je propustio SP u Švicarskoj 2009. zbog obveze u NHL-u, nakon što se njegov Columbus po prvi puta plasirao u doigravanje.
Uvršten je u sastav Kanade na Olimpijskim igrama u Vancouveru 2010., što mu je ujedno i drugi nastup na OI. S Kanadom je na domaćem ledu osvojio zlato, nakon što su u finalu u produžetku svladali Sjedinjene Države 3:2.

## Statistika karijere

### Klupska statistika
| 2000./01.       | London Knights        | OHL             | 58  | 31  | 35  | 66  | 56  | 4  | 5  | 3  | 8  | 18  |
| 2001./01.       | London Knights        | OHL             | 54  | 32  | 40  | 72  | 88  | 12 | 20 | 19 | 39 | 121 |
| 2002./03.       | Columbus Blue Jackets | NHL             | 74  | 17  | 22  | 39  | 78  | —  | —  | —  | —  | —   |
| 2003./04.       | Columbus Blue Jackets | NHL             | 80  | 41  | 16  | 57  | 87  | —  | —  | —  | —  | —   |
| 2004./05.       | HC Davos              | NLA             | 44  | 26  | 20  | 46  | 83  | 15 | 9  | 2  | 11 | 26  |
| 2005./06.       | Columbus Blue Jackets | NHL             | 54  | 31  | 23  | 54  | 51  | —  | —  | —  | —  | —   |
| 2006./07.       | Columbus Blue Jackets | NHL             | 75  | 27  | 30  | 57  | 73  | —  | —  | —  | —  | —   |
| 2007./08.       | Columbus Blue Jackets | NHL             | 80  | 38  | 31  | 69  | 95  | —  | —  | —  | —  | —   |
| 2008./09.       | Columbus Blue Jackets | NHL             | 78  | 40  | 39  | 79  | 52  | 4  | 1  | 2  | 3  | 2   |
| Sveukupno - NHL | Sveukupno - NHL       | Sveukupno - NHL | 441 | 194 | 161 | 355 | 436 | 4  | 1  | 2  | 3  | 2   |

### Reprezentacija
| Godina              | Reprezentacija      | Natjecanje          |    | OU | G  | A  | Bod | KM |
| ------------------- | ------------------- | ------------------- | -- | -- | -- | -- | --- | -- |
| 2002.               | Kanada (juniori)    | SJP                 | 7  | 1  | 2  | 3  | 2   |    |
| 2005.               | Kanada              | SP                  | 9  | 9  | 6  | 15 | 8   |    |
| 2006.               | Kanada              | ZOI                 | 6  | 0  | 1  | 1  | 10  |    |
| 2007.               | Kanada              | SP                  | 9  | 6  | 5  | 11 | 4   |    |
| 2008.               | Kanada              | SP                  | 9  | 6  | 7  | 13 | 6   |    |
| 2010.               | Kanada              | ZOI                 | 7  | 2  | 3  | 5  | 0   |    |
| Sveukupno - Seniori | Sveukupno - Seniori | Sveukupno - Seniori | 40 | 23 | 22 | 45 | 28  |    |

## Vanjske poveznice
- Profil na NHL.com
- Profil na The Internet Hockey Database
- Profil na Legends of Hockey